# الشرفه
الشرفه یک منطقهٔ مسکونی در الجزایر است که در ناحیه ثنیه واقع شده‌است. الشرفه ۴٫۶ کیلومتر مربع مساحت دارد ۵۱۰ متر بالاتر از سطح دریا واقع شده‌است.